# Саксен-Кобург-Готська династія
Саксонсько-Кобурзький і Готський дім (нім. Haus Sachsen-Coburg und Gotha) — німецький шляхетний рід. Гілка Ернестинської лінії стародавньої саксонської династії Веттінів. Представники дому є правлячими династіями у Бельгії та Великій Британії. Молодші гілки — Брагансько-Кобурзький дім у Португалії, Саксен-Кобурґ-Ґота-Кохарі в Болгарії, Віндзорський дім у Великій Британії.

## Назва
- Саксонсько-Кобурзька династія
- Саксонсько-Кобурзький і Готський дім (нім. Haus Sachsen-Coburg und Gotha, англ. House of Saxe-Coburg and Gotha)
- Саксен-Кобург-Заальфельдська — до 1826 року
- Саксен-Кобург-Готська династія
- Заксен-Кобург-Готська династія

## Історія
У листопаді 1826 року володарні німецькі князі дійшли компромісу: Ернст Саксен-Кобург-Заальфельдський поступився Заальфельдом гілці Саксен-Мейнінген і отримав Готу. Надалі він став Ернстом I, герцогом Саксен-Кобург-Готським.

### Велика Британія
На британський трон Саксен-Кобург-Готська династія вступила після смерті королеви Вікторії 1901 року, коли королем став її син від Альберта Саксен-Кобург-Готського Едуард VII. Наприкінці Першої світової війни син і наступник Едуарда Георг V позбавився німецького найменування, перейменувавши династію з Саксен-Кобург-Готської на Віндзорську (1917). Нащадки колишньої королеви Єлизавети II та її чоловіка Філіпа, герцога Единбурзького фактично вже належить до данської династії Глюксбургів. Їхнє прізвище за документами — Маунтбеттен-Віндзор, оскільки Філіп перед шлюбом прийняв англізоване прізвище Маунтбеттен, за матір'ю (належала до Баттенбергів — морганатичної гілки Гессенського дому). Однак офіційне йменування чинної династії й після Єлизавети II буде «Віндзорська».

### Бельгія
У Бельгії династія править із самого початку бельгійської державності — з 1831 року, коли на трон зійшов брат Ернста I Леопольд, нащадки якого займають бельгійський престол донині. Дочка Леопольда Шарлотта стала дружиною імператора Мексики Максиміліана I. Після Першої світової війни король Альберт I змінив німецьке найменування династії на de Belgique (у французькому написанні) — Van België (у нідерландському написанні).

### Португалія
Небіж Ернста Фердинанд одружився з португальською королевою Марією II. Їхні нащадки (Браганса-Саксен-Кобург-Готський дім) правили в Португалії до 1910 року, коли там було проголошено республіку.

### Болгарія
Інший представник династії, також Фердинанд, став царем Болгарії, монархію в якій було повалено 1946 року. Глава королівського дому Болгарії, колишній цар Симеон II, 2001 року став прем'єр-міністром країни та залишався ним до 2005 року. Це був перший випадок, коли колишній монарх знову повернувся до влади шляхом демократичних виборів.

### Російська імперія
Представницею Саксен-Кобург-Готського дому була й Анна Федорівна, дружина царевича Костянтина Павловича. Королеві Вікторії вона доводилась рідною тіткою, а першому бельгійському королю Леопольдові — сестрою.

## Правителі

### Герцоги Саксен-Кобург-Готські, 1826–1918
- Ернст I (1826–1844)
- Ернст II (1844–1893)
- Альфред (1893–1900)
- Карл-Едуард (1900–1918)

### Глави герцогського дому Саксен-Кобург-Гота, з 1918 року
- Карл-Едуард (1918–1954)
- Фрідріх Йозіас (1954–1998)
- Андреас (1998–2025)
- Губертус (2025 — донині)

### Королі Бельгії, 1830 — донині
- Леопольд I (1831–1865)
- Леопольд II (1865–1909)
- Альберт I (1909–1934)
- Леопольд III (1934–1951; зречення)
- Бодуен I (1951–1993)
- Альберт II (1993 — 2013; зречення)
- Філіп I (2013 — донині)

### Королі Португалії, 1837–1910
- Фернанду II (1837–1853)
- Педру V (1853–1861)
- Луїш I (1861–1889)
- Карлуш I (1889–1908)
- Мануел II (1908–1910)

### Князі й царі Болгарії, 1887–1946
- Фердинанд I (князь у 1887–1908, цар у 1908–1918; зречення)
- Борис III (1918–1943)
- Симеон II (1943–1946), прем'єр-міністр Болгарії 2001–2005, лідер партії Симеон II.

### Королі Великобританії, 1901–2022
- Едуард VII (1901–1910)
- Георг V (1910–1936), з 1917 року як Віндзорська династія
- Едуард VIII (1936; зречення)
- Георг VI (1936–1952)
- Єлизавета II (1952–2022)